# Винге, Херлуф
Херлуф Винге (дат. Herluf Winge; 19.3.1857, Копенгаген — 10.11.1923, Гентофте) — датский зоолог.
Винге начал учёбу в Копенгагене в 1874 году, получив степень магистра по естественной истории в 1881 году. В 1883 году он начал работать в Зоологическом музее Копенгагена. Он специализировался на млекопитающих и птицах. Винге тщательно исследовал фауну Гренландии.

## Публикации
- Om Arvicola arvalis i Danmark. 1875
- Om Muldvarpens og Spidsmusenes Kranier og Spidsmusenes systematiske Stilling. 1877
- Om nogle Smaapattedyr i Danmark. 1882
- Om Pattedyrenes Tandskifte, især med Hensyn til Tændernes Former. 1882
- Om Steppehønen i Danmark i 1888.
- Conspectus Faunæ Groenlandica. Grønlands Fugle. 1898
- Om jordfundne Fugle fra Danmark. 1903
- Om jordfundne Pattedyr fra Danmark. 1904